# Tricentrogyna flexivitta
Tricentrogyna flexivitta là một loài bướm đêm trong họ Geometridae.